# Алябьев, Александр Абрамович
Александр Абрамович Алябьев (1878—1938) — русский офицер, герой Первой мировой войны.

## Биография
Родился в 1878 году в селе Павловск (Барнаульский уезд Томская губерния) в крестьянской семье, где получил начальное образование.
На военной службе с 1900 года во 2-м Владивостокском крепостном полку. Окончил учебную команду. В 1901 году — участник Китайской кампании.
Участник Русско-японской войны. В 1904 году — старший унтер-офицер 8-й роты 34-го Восточно-Сибирского стрелкового полка. В 1904 году награждён за храбрость Знаком Отличия Военного ордена IV степени за № 101597:
За мужество и храбрость, оказанные им в боях под Ляояном 13-25 августа 1904 года
В 1905 году награждён за храбрость Знаком Отличия Военного ордена III степени за № 17088:
За то, что в бою при деревне Безымянной 14 января 1905 г. первым вскочил в укрепление, собрав около себя нижних чинов, залповым огнем поражал неприятеля. Когда же было приказано отступить назад, подобрал всех раненых и доставил их на перевязочный пункт
По окончании войны уволен в запас. Проживал в селе Стуково Черемновской волости Барнаульского уезда, занимался хлебопашеством. Был женат, имел детей.
Участник Первой мировой войны. На службу призван в июле 1914 года по всеобщей мобилизации. В 1914 году — зауряд-прапорщик 23-го Сибирского стрелкового полка 3-й Сибирской стрелковой дивизии. 22 октября 1915 года «за боевые отличия» приказом Главнокомандующего армиями Юго-Западного фронта генерала от инфантерии Н. И. Иванова за № 2145 произведен в прапорщики. В 1916 году произведен в подпоручики (со старшинством с 22 февраля 1916 года), затем в поручики (со старшинством с 22 июня 1916 года). Был на должности младшего офицера роты, затем командира 6-й роты; с октября 1916 года командовал 1-й ротой полка.
Участвовал во всех больших боях полка. Был дважды ранен (9 ноября 1914 года и 15 января 1915 года), многократно контужен, причислен ко 2-й категории раненых.
За храбрость награждён Георгиевским крестом II степени за № 8682 и I степени за № 708 на основании пункта 16 статьи 67 Георгиевского Статута:
За выдающиеся подвиги храбрости и самоотвержения против неприятеля в боях
За боевые отличия награждён четырьмя Георгиевскими медалями: IV степени за № 583595, III степени за № 100256, II степени за № 10494 (Приказ по 5-му Сибирскому армейскому корпусу от 9 декабря 1915 года) и I степени за № 1301 (Приказ по 5-му Сибирскому армейскому корпусу от 4 января 1916 года).
В 1915 году за храбрость и самоотверженность был награждён бельгийской Военной наградой.
В ноябре 1916 года, по жребию, вместе с 1-й ротой, которой командовал, Алябьев был откомандирован на формирование частей 126-й пехотной дивизии и зачислен в 504-й пехотный Верхнеуральский полк, где и находился до конца войны. На 13 мая 1917 года — штабс-капитан. Командовал ротой, батальоном, был председателем полкового суда, выборным командиром полка.
Приказом по армии и флоту от 4 апреля 1917 года награждён Военным орденом Святого Георгия IV степени:
За то, что, будучи в чине Прапорщика, в бою 13-го и 14-го Июля 1916 года близ линии д.д. Клекотув – Опарипсы командуя 6-й ротой, входящей в состав 2-го батальона, когда названный батальон, двинувшись в атаку и будучи встречен у проволочных заграждений убийственным огнем, не выдержал и отхлынул обратно на свои позиции, то поручик Алябьев с винтовкой в руках бросился с криком «ура» на проволочные заграждения со своей 6-й ротой; рота, увлекаемая доблестным командиром разметала проволоку и ворвалась в окопы, австрийцы же бежали, но оправившись перешли в контр-атаку, охватывая 6-ю роту справа; в роте оставалось около 30 – 35 человек и поручик Алябьев взятые окопы уступил, но расположился с остатками роты (10 – 15 человек), перед проволочными заграждениями, окопался, отбивая огнем пытавшихся его окружить. Поручик Алябьев посылал стрелков с донесениями, но посланные, проползши несколько шагов, уничтожались огнем противника. На другой день артиллерия противника открыла огонь по 6-й роте, наша же артиллерия, не зная о судьбе остатков 6-й роты, открыла огонь по месту ее расположения, имея целью разрушить проволочные заграждения. На неоднократные предложения сдаться, поручик Алябьев, оставшись всего лишь с тремя стрелками, отвечал молчанием, а пытавшихся приблизиться, встречал огнем. В таком положении пробыл до 22-х часов 14-го Июля, пока 22-й и 23-й Сибирские стрелковые полки не бросились в атаку и не освободили эту горсть доблестных героев
Был награждён также орденами:
- Святого Владимира IV степени с мечами и бантом
- Святой Анны II степени с мечами
- Святого Станислава II степени с мечами
- Святой Анны III степени с мечами и бантом
- Святого Станислава III степени с мечами и бантом (Приказ по Военному Ведомству от 4 марта 1917 г.)
- Святой Анны IV степени с надписью «За храбрость»

В сентябре 1917 года за храбрость в боях был награждён офицерским Георгиевским крестом с лавровой ветвью IV степени (Приказ 126-й пехотной дивизии от 18 сентября 1917 года).
В марте 1918 года, после демобилизации, вернулся в село Стуково к семье.
Участник Гражданской войны. В июне 1918 года призван в войска Временного Сибирского правительства, затем — в армии адмирала А. В. Колчака. Командовал 2-й ротой 2-го батальона 1-й бригады охраны железных дорог, позднее 13-го батальона охраны железных дорог. После отступления «белых», в начале февраля 1920 года вернулся в Барнаул. Был арестован «красными», но вскоре освобождён и назначен командиром роты рабочего батальона.
29 апреля 1920 года вновь был арестован АлтайгубЧК по обвинению «в карательной деятельности в период службы у Колчака». 16 июля 1920 года дело было отправлено на доследование за недостаточностью обвинительных материалов. 5 мая 1921 года Алябьеву предъявлено обвинение как «участнику контрреволюционной организации „Крестьянский союз“» и 8 июня 1921 года он был приговорен к расстрелу, однако в последний момент приговор был изменён на «перевоспитание трудом», — приговорен к 5-ти годам принудительных работ.
В середине 1930-х годов проживал в Барнауле, работал сторожем конторы треста Сибторг.
19 ноября 1937 года арестован по «групповому делу местных контрреволюционеров», 8 декабря 1937 года приговорен к ВМН и 10 января 1938 года расстрелян. Были репрессированы также члены семьи Алябьева: жена Анна раскулачена и сослана в Нарымский край, сын Гавриил и родной брат Иван расстреляны в 1938 году.
Реабилитирован 8 октября 1997 года прокуратурой Алтайского края.